# Hans Rudolf à Wengen
Pour les articles homonymes, voir Wengen (homonymie).
Hans Rudolf à Wengen, né en 1704 à Bâle, et mort en 1772 dans cette même ville, est un peintre suisse.

## Biographie
Artiste peintre, né à Bâle (Peterskirche) le 26 août 1704, mort à Bâle (Leonhardskirche) le 14 janvier 1772, fils de Hans Jakob (II) à WENGEN et d’Elisabeth HINDENLANG, il poursuit l’œuvre de son oncle Leonhard à WENGEN (1680-1721), dont il est d’abord l’élève, en s’inspirant de l’école française de Lebrun.
En 1727, il est reçu à la corporation du Ciel (Himmelzunft). En 1754, il restaure le Schmiedenhof de Bâle puis, en 1759 et 1760, les fresques de Hans Bock l’ancien qui ornent les murs de l’hôtel de ville de Bâle. Par la suite, il s’adonne à la réalisation de nombreux dessus-de-portes.
En 1764, il fait l’acquisition d’une maison sise Heuberg, 34 où lui succédera son fils Johann Rudolf (III).

## Famille
Issu de la famille de Wängi (Thurgovie), dont l’ultime rejeton quitte Constance pour s’installer à Bâle vers 1550, il épouse en premières noces à Bâle (St. Margarethen ou Martinskirche) le 3 février 1727 Anna Catharina HOSCH, née à Bâle (Leonhardskirche) le 27 décembre 1682, morte à Bâle (Leonhardskirche) le 13 février 1754, fille de Peter Hans HOSCH, tenancier du poêle (Stubenmeister) de la corporation du Safran, et de Catharina SCHWEGLER.
En 1751, Johann Rudolf devient l’amant de sa cousine issue-de-germain Anna Maria à WENGEN, née à Bâle (Leonhardskirche) le 4 décembre 1714, morte à Bâle (Leonhardskirche) le 20 juin 1762, fille d’Emanuel (V) à WENGEN et de Salomé WOLLEB.
Il épouse en secondes noces à Bâle (Jakobskirche) le 17 juin 1754 Anna Margret BRAND, née à Bâle (Peterskirche) le 25 décembre 1715, morte à Bâle (Leonhardskirche) le 15 ou 18 septembre 1774, fille de Theodor BRAND et de Valeria GUICHARD.
Il laisse, de sa liaison avec sa cousine :
1) Johannes (V) à WENGEN (1752-1794), auteur de la branche américaine et française (famille a’Weng).
Du second lit :
2) Johann Rudolf (III) à WENGEN (1755-1789), auteur des branches bâloises et allemande.
Johann Rudolf (II) à Wengen est l’arrière-grand-père de l’ingénieur français Jean François dit Frantz (Ier) AWeng (1818-1885), mais aussi le grand-père du peintre Johann Mathias à Wengen (1805-1874) et de l’architecte néoclassique Johann Jakob (IV) à Wengen (1814-1875).

## Œuvres
Sont conservés aux Archives d’État de Bâle, huit dessins à la plume, de sa main, presque tous signés et datés de 1735 à 1738, très proches du style d’Emanuel Büchel et représentant des cascades, des ruines médiévales et différents paysages pittoresques du canton de Bâle-Campagne. Parmi ceux-ci figure même un autoportrait présumé de l’artiste, occupé à pêcher à la ligne au bord d’une rivière, avec la cascade de Reigoldswil en arrière-plan.
Le Stadt-und Münstermuseum de Bâle détient, sous la cote 1969.58, un dessin de lui, à la plume & lavis, de 35,6 sur 46,7 cm.
Circule sur internet la reproduction de deux huiles sur toile formant pendants, datées de 1744, lesquelles ont été vendues aux enchères par la filiale d’Amsterdam de Sotheby’s le 8 mai 2000. Une troisième a été cédée de la même manière par la maison de vente Van Ham de Cologne à un collectionneur privé allemand le 1er juillet 2006.
Dans sa descendance, se trouve une grande huile sur bois (de 133 sur 69 cm), datée 1745 et signée Joh Rudolph à Wengen pinxit, représentant Thomire, la reine des Scythes, qui trempe dans le sang la tête coupée de Cyrus.